# Équipe de Croatie masculine de volley-ball
Cet article traite de l'équipe masculine. Pour l'équipe féminine, voir Équipe de Croatie féminine de volley-ball.
L'équipe de Croatie de volley-ball est composée des meilleurs joueurs croates sélectionnés par la Fédération croate de volley-ball (Hrvatski Odbojkaski Savez, HOS). Elle est actuellement classée au 58e rang de la Fédération internationale de volley-ball au 15 janvier 2010.

## Sélection actuelle
Sélection pour la Ligue européenne 2022.
| No                         | Nom                        | Date de naissance          | Taille | Poids | Poste                        | Club                         |
| -------------------------- | -------------------------- | -------------------------- | ------ | ----- | ---------------------------- | ---------------------------- |
| 1                          | Petar Višić                | 11 février 1998            | 198    | 92    | Passeur                      | Volley Milan                 |
| 3                          | Stipe Perić                | 7 mai 1997                 | 204    | 90    | Central                      | Volley 2001 Garlasco         |
| 4                          | Kruno Nikačević            | 11 janvier 1996            | 202    | 92    | Central                      | Dukla Liberec                |
| 5                          | Tino Busak-Vidaković       | 30 août 2002               | 188    | 87    | Libero                       | Mursa Osijek                 |
| 6                          | Bernard Bakonji            | 28 novembre 1997           | 200    | -     | Passeur                      | CV Almería                   |
| 7                          | Marko Sedlaček             | 29 juillet 1996            | 202    | 91    | Réceptionneur-attaquant      | Top Volley Cisterna          |
| 9                          | Tino Hanžič                | 24 octobre 2000            | -      | -     | Réceptionneur-attaquant      | Volley Lupi Santa Croce      |
| 10                         | Filip Šestan               | 6 juin 1995                | 195    | -     | Réceptionneur-attaquant      | ACH Volley Ljubljana         |
| 11                         | Petar Đirlić               | 27 mai 1997                | 205    | -     | Attaquant                    | Top Volley Cisterna          |
| 13                         | Hrvoje Pervan              | 8 décembre 1994            | 187    | 75    | Libero                       | Mladost Zagreb               |
| 14                         | Tomislav Mitrašinović      | 14 février 2000            | 206    | -     | Attaquant                    | OK Kamnik                    |
| 17                         | Ivan Mihalj                | 23 novembre 1990           | 210    | 95    | Central                      | CSKA Sofia                   |
| 18                         | Stanko Stanković           | 10 juillet 1997            | 193    | 75    | Réceptionneur-attaquant      | Mladost Zagreb               |
| 19                         | Ivan Zeljković             | 31 août 1994               | 186    | 85    | Réceptionneur-attaquant      | Mladost Zagreb               |
|                            |                            |                            |        |       |                              |                              |
| Encadrement technique      | Encadrement technique      |                            |        |       | Légende                      | Légende                      |
| Entraîneur : Cédric Énard  | Entraîneur : Cédric Énard  | Entraîneur : Cédric Énard  |        |       | : Capitaine                  | : Capitaine                  |
| Entraîneur(s) adjoint(s) : | Entraîneur(s) adjoint(s) : | Entraîneur(s) adjoint(s) : |        |       | : Joueur blessé actuellement | : Joueur blessé actuellement |

## Palmarès et parcours

### Palmarès
- Ligue européenne
  - Finaliste : 2006

### Parcours

#### Championnats du monde
| - 1949 : Non participant - 1952 : Non participant - 1956 : Non participant - 1960 : Non participant - 1962 : Non participant - 1966 : Non participant - 1970 : Non participant - 1974 : Non participant - 1978 : Non participant - 1982 : Non participant |  | - 1986 : Non participant - 1990 : Non participant - 1994 : Non qualifié - 1998 : Non qualifié - 2002 : 19e - 2006 : Non qualifié - 2010 : Non qualifié - 2014 : Non qualifié - 2018 : Non qualifié - 2022 : Non qualifié |

#### Championnat d'Europe
| - 1948 : Non participant - 1950 : Non participant - 1951 : Non participant - 1955 : Non participant - 1958 : Non participant - 1963 : Non participant - 1967 : Non participant - 1971 : Non participant - 1975 : Non participant - 1977 : Non participant |  | - 1979 : Non participant - 1981 : Non participant - 1983 : Non participant - 1985 : Non participant - 1987 : Non participant - 1989 : Non participant - 1991 : Non participant - 1993 : Non qualifié - 1995 : Non qualifié - 1997 : Non qualifié |  | - 1999 : Non qualifié - 2001 : Non qualifié - 2003 : Non qualifié - 2005 : 8e - 2007 : 14e - 2009 : Non qualifié - 2011 : Non qualifié - 2013 : Non qualifié - 2015 : 15e - 2017 : Non qualifié |  | - 2019 : Non qualifié - 2021 : 14e |

#### Ligue européenne
| - 2004 : 7e - 2005 : Non participant - 2006 : Finaliste - 2007 : Non participant - 2008 : Non participant - 2009 : 12e - 2010 : Non participant - 2011 : 8e - 2012 : Non participant |  | - 2013 : Finaliste - 2014 : Non participant - 2015 : 9e - 2016 : Non participant - 2017 : Non participant - 2018 : 13e - 2019 : 8e - 2021 : 15e - 2022 : 3e |